# Голодные игры: Сойка-пересмешница. Часть 2
«Голодные игры: Сойка-пересмешница. Часть 2» (англ. The Hunger Games: Mockingjay — Part 2) — американский боевик-антиутопия 2015 года режиссёра Фрэнсиса Лоуренса по сценарию Питера Крейга и Дэнни Стронга, основанный на романе Сьюзен Коллинз «Сойка-пересмешница». Это продолжение фильма «Голодные игры: Сойка-пересмешница. Часть 1» и четвёртый и заключительный основной фильм в серии фильмов «Голодные игры». В главных ролях Дженнифер Лоуренс, Джош Хатчерсон, Лиам Хемсворт, Вуди Харрельсон, Элизабет Бэнкс, Джулианна Мур, Филип Сеймур Хоффман, Джеффри Райт, Стэнли Туччи и Дональд Сазерленд. По сюжету, Китнисс Эвердин (Лоуренс) ведёт команду повстанцев в Панем, чтобы освободить его от тиранического руководства Кориолана Сноу (Сазерленд). Это последнее кинопоявление Хоффмана до его смерти.
Вместе со его предшественником съёмки начались в сентябре 2013 года и продолжались до июня 2014 года, в том числе в Бостоне, Атланте, Париже, Берлине и Лос-Анджелесе. Хоффман, который умер в феврале 2014 года, завершил большинство своих сцен, хотя его смерть привела к тому, что другие сцены были переписаны.
Премьера фильма состоялась 4 ноября 2015 года в Sony Center в Берлине, 19 ноября в России и 20 ноября в США компанией Lionsgate в 2D, 3D и IMAX; это единственный фильм серии, вышедший в 3D. Фильм получил в целом положительные отзывы от критиков, с похвалой за его выступления (в частности, Лоуренс, Хатчерсона и Сазерленда), сценарий, музыку и экшн-сцены; он был признан подходящим концом для серии, хотя мнения некоторых были разделены по поводу решения разделить роман на два фильма. Он заработал более 653 миллионов долларов, что делает его девятым кассовым фильмом 2015 года, но самым неприбыльным фильмом в серии.
Среди его наград фильм был номинирован на 42-ю премию «Сатурн» в категории «Лучший фэнтезийный фильм». Он получил три номинации на 21-й церемонии вручил премии «Империя» за лучший научно-фантастический/фэнтезийный фильм, лучшую женскую роль (Лоуренс) и лучшую работу художника-постановщика, в то время как Лоуренс была номинирована на лучшую женскую роль в боевике на 21-й церемонии вручения премии «Выбор критиков».
Приквел «Голодные игры: Баллада о змеях и певчих птицах» вышел 17 ноября 2023 года.

## Сюжет
В Панеме идёт гражданская война против власти Капитолия. Китнисс Эвердин является символом Революции, однако она сама не осознаёт себя как мессию повстанцев.
Она хочет убить президента Сноу и просит президента Дистрикта 13 Альму Койн отправить её в Капитолий, однако Койн говорит, что Китнисс нужна повстанцам только для съёмок пропагандистских роликов. В конце концов Койн разрешает ей принять участие во взятии главной военной базы Капитолия в Дистрикте 2. Гейл Хоторн предлагает устроить серию взрывов, похоронив весь персонал базы: и военных, и гражданских, однако Китнисс просит оставить железнодорожный проход открытым, чтобы дать гражданским возможность для сдачи. Повстанцы принимают предложение Гейла и бомбят базу с воздуха. После взятия базы Китнисс и остальные спускаются в одну из шахт, чтобы обратиться к выжившим, но во время выступления один из шахтёров открывает огонь по ней. Президент Сноу, который следил за происходящим через видеокамеры, понимает, что Китнисс не погибла, травит за ужином командующего миротворцами Антония, уверенного в обратном, и поручает установить в Капитолии ловушки, предназначенные для Голодных игр.
По совету Джоанны Мэйсон Китнисс тайно отправляется на базу повстанцев близ Капитолия. Пламя войны уже подошло вплотную к столице, а Финник иронично называет битву за Капитолий 76 Голодными играми. На военной базе полковник Боггс знакомит Китнисс с повстанцами (лейтенант Джексон, сёстры Лиг, Митчелл и капрал Хоумс), которые образуют отряд 451 — арьергард для пропаганды. Отряд выдвигается ко дворцу президента Сноу, снимая живую Китнисс, разминирующую ловушки. Позже к ним присоединяется Пит, которого держат в наручниках, так как он пока не способен контролировать себя и может в любой момент наброситься на солдат. Во время обхода улиц Капитолия повстанцы натыкаются на ловушку, в результате погибает командир отряда Боггс, перед смертью передав управление отрядом 451 Китнисс. Когда Лиг пытается помочь своей раненой сестре, на улицу выливается огромный поток смолы. Повстанцы спасаются бегством, неожиданно Пит выходит из-под контроля и толкает Митчелла в смолу, тот погибает. Оставшиеся члены отряда 451 успевают забежать в дом. Сёстры Лиг остаются ждать помощи, так как одна из них не может ходить из-за ранения. Китнисс и остальные уходят. Вскоре на дом нападают миротворцы и взрывают его с помощью РПГ, думая, что Китнисс всё ещё там. После по телевидению выступает президент Сноу, который объявляет, что Китнисс погибла, однако его выступление прерывается обращением Альмы Койн, которая также считает Китнисс погибшей, но призывает повстанцев продолжать сопротивление. По аналогии с Голодными играми ночью портреты бойцов отряда показывают по телевидению под звуки гимна Панема.
Тем временем Китнисс и члены отряда 451 находят убежище в системе канализации и приближаются к президентскому дворцу. Ночью на отряд нападают переродки — выращенные Капитолием мутанты. В результате бойни погибают Джексон, Финник, Хоумс и Кастор. Выбравшись из канализации, повстанцы попадают в подземный переход, где их обстреливают миротворцы и атакуют лазерные выжигатели. В Мессаллу попадает один из выжигателей. Оставшиеся повстанцы добираются до дома главного стилиста Капитолия Тигрис и просят у неё помощи. Она прячет их в погребе, так как сама сильно пострадала от Сноу.
На следующий день президент Сноу объявляет срочную эвакуацию в связи с наступлением повстанцев и предлагает жителям Капитолия убежище в своём дворце. Китнисс и Гейл решают воспользоваться этим шансом, под видом беженцев попасть во дворец и убить Сноу. На улице они попадаются на глаза миротворцам, но их спасают ворвавшиеся в город повстанцы, вступившие в бой, в ходе которого погибает множество гражданских. Китнисс замечает в небе планолёт с эмблемой Капитолия, который сбрасывает парашюты помощи с посылками, использующиеся на Играх. Люди начинают их ловить, но это оказываются бомбы. От взрывов погибают многие жители Капитолия, начинается паника, появляются сёстры милосердия и начинают спасать раненых. В числе сестёр оказывается и младшая сестра Китнисс — Прим. Китнисс едва успевает встретиться с ней взглядами, как новый взрыв разметает всех — и раненых, и сестёр милосердия. Китнисс теряет сознание. Когда она приходит в себя, то узнаёт от Хеймитча, что Прим погибла, президент Сноу сдался, а Капитолий успешно взят повстанцами.
Вскоре Китнисс переселяется в президентский дворец. Во время обхода она заходит в оранжерею и видит там свергнутого Сноу, который говорит, что непричастен к сбрасыванию бомб на людей: всё это дело рук президента Койн, которая не менее властолюбива, чем он. Китнисс не верит ему, хотя Сноу напоминает ей обещание, данное в её доме в Деревне Победителей: никогда не лгать друг другу, а также обращает её внимание на то, что ему не было смысла так поступать. Китнисс встречается с Гейлом в последний раз, так как считает, что второй взрыв, убивший её сестру, дело в том числе и его рук, за что она не может его простить, хотя Гейл ничего не знал о планируемой бомбёжке, а просто предложил похожую идею во время атаки на Дистрикт 2. Тем временем Альма Койн проводит собрание оставшихся в живых участников Голодных игр, на котором предлагает провести новые Голодные игры между жителями самого Капитолия, оправдывая это тем, что победившие повстанцы жаждут крови. Становится ясно, что диктатура Панема не исчезнет, а Койн планирует держать власть в своих руках посредством ядерного арсенала Дистрикта 13. Многие противятся идее Койн, ведь они сражались ради окончания ежегодного братоубийства. Пит, Энни и Бити голосуют против, но Джоанна и Энобария поддерживают идею Койн. Китнисс говорит, что будет согласна только в том случае, если ей дадут казнить президента Сноу собственноручно, и голосует за, памятуя о Прим. Хеймитч поддерживает Китнисс.
На следующий день должна состояться публичная казнь Сноу. Перед её началом Альма Койн объявляет себя временным президентом Панема, обещает жителям Дистриктов выборы и даёт Китнисс право покончить с тиранией раз и навсегда. Собираясь на казнь, Китнисс прячет в свой костюм капсулу с экстрактом ядовитых ягод морника. В торжественной обстановке на площади в присутствии толпы Китнисс готовится застрелить Сноу из лука, но в последний момент меняет цель и убивает президента Койн. Затем пытается совершить самоубийство, потянувшись за капсулой с ядом, но Пит не даёт ей этого сделать. На хохочущего Сноу набрасывается толпа разъярённых повстанцев, а Китнисс уводят с площади и сажают под арест. Плутарх Хэвенсби через Хеймитча передаёт Китнисс письмо, в котором говорит, что даже рад смерти Койн, и что Китнисс лучше пока скрыться из Капитолия; когда придёт время, её помилуют; также он надеется, что она сможет обрести покой.
Эффи провожает Китнисс и Хеймитча в Дистрикт 12. В своём доме в Деревне Победителей Китнисс находит кота погибшей сестры — единственное, что у неё осталось в память о Прим. Вскоре в деревню приезжает Пит, он рассаживает кустики примул, так как они напоминают о Прим. Новым президентом Панема стала командор Дистрикта 8 — Пейлор. Из письма вдовы Финника Одэйра — Энни — Китнисс и Пит узнают, что Гейла в новой полиции Панема повысили до капитана, и теперь он следит за порядком в Дистрикте 2, мама Китнисс осталась в Капитолии обучать школьников медицине, а у самой Энни родился сын. Со временем Пит и Китнисс сближаются.
Проходят годы, и у Китнисс и Пита также рождаются дети. Китнисс, успокаивая своего грудного ребёнка, говорит, что расскажет ему о том, как она борется с кошмарами, и что однажды расскажет и про Голодные игры.

## В ролях
| Актёр                | Роль                                                                                                 |
| -------------------- | --- |
| Дженнифер Лоуренс    | Китнисс Эвердин                                                                                      |
| Джош Хатчерсон       | Пит Мелларк                                                                                          |
| Лиам Хемсворт        | Гейл Хоторн                                                                                          |
| Сэм Клафлин          | Финник Одэйр                                                                                         |
| Элизабет Бэнкс       | Эффи Бряк                                                                                            |
| Филип Сеймур Хоффман | Плутарх Хэвенсби                                                                                     |
| Стэнли Туччи         | Цезарь Фликерман                                                                                     |
| Уиллоу Шилдс         | Примроуз Эвердин младшая сестра Китнисс                                                              |
| Пола Малкомсон       | миссис Эвердин мама Китнисс и Примроуз                                                               |
| Вуди Харрельсон      | Хеймитч Эбернети                                                                                     |
| Джеффри Райт         | Битти Литир                                                                                          |
| Джена Мэлоун         | Джоанна Мэйсон                                                                                       |
| Дональд Сазерленд    | президент Кориолан Сноу                                                                              |
| Натали Дормер        | режиссёр съёмочной группы повстанцев Дистрикта 13 Крессида                                           |
| Стеф Доусон          | победительница 70-х Голодных игр и возлюбленная Финника Одейра Энни Креста                           |
| Джулианна Мур        | президент Альма Койн                                                                                 |
| Уэс Чэтэм            | оператор съёмочной группы повстанцев Дистрикта 13 Кастор                                             |
| Элден Хенсон         | Поллукс                                                                                              |
| Махершала Али        | Боггс                                                                                                |
| Патина Миллер        | Пейлор                                                                                               |
| Гвендолин Кристи     | победительница 55-х Голодных Игр, путеводительница по горе Орешек во Втором дистрикте Лайм           |
| Эван Росс            | Мессалла                                                                                             |
| Роберт Неппер        | Антоний                                                                                              |
| Мишель Форбс         | лейтенант Джексон                                                                                    |
| Мисти Ормистон       | Лиг Первая                                                                                           |
| Ким Ормистон         | Лиг Вторая                                                                                           |
| Омид Абтахи          | Хоумс член отряда 451 Дистрикта 13, был убит переродками                                             |
| Джо Крест            | Митчелл член отряда 451 Дистрикта 13, погиб от того что Пит толкнул его в приближавшийся поток смолы |

- В роли Лайм должна была сниматься актриса Лили Рэйб[21], но она не смогла приступить к съёмкам из-за занятости в театре[18].

## Создание
В режиссёрском кресле значится режиссёр «Голодные игры: И вспыхнет пламя» Френсис Лоуренс. Студия Lionsgate заранее заручилась его поддержкой, а сценарий в октябре 2012 года поручили писать Дэнни Стронгу, ранее работавшему над предыдущим фильмом. Также к работе над сценарием присоединился Питер Крейг.
10 июля 2012 года стало известно, что фильм «Голодные игры: Сойка-пересмешница» будет выпущен в двух частях. Часть 1 вышла в прокат 21 ноября 2014 года, а часть 2 — 20 ноября 2015 года.

### Съёмки
Lionsgate снимала обе части «Сойки-пересмешницы» одновременно. По информации из твиттера Production Weekly, производство первой части началось 16 сентября 2013 года. Съёмки проходили в Атланте, Бостоне и Лос-Анджелесе.
Филип Сеймур Хоффман, сыгравший в фильме Плутарха Хевенсби, скончался 2 февраля 2014 года в Нью-Йорке. Он успел закончить работу над первой частью, и оставалась всего неделя до окончания работы над второй. В «Lionsgate» заявили, что работа над большинством сцен с участием Хоффмана завершена. Позже было заявлено, что персонаж Хоффмана будет воссоздан в незавершённых сценах с помощью цифровых технологий из сцен, отснятых ранее.

## Восприятие

### Кассовые сборы
«Голодные игры: Сойка–пересмешница - Часть 2» не оправдали ожиданий в прокате. Фильм собрал в общей сложности 281,7 миллиона долларов в Соединенных Штатах и Канаде и 379,7 миллиона долларов в других странах, что составило в общей сложности 661,4 миллиона долларов по всему миру.

### Критика
На сайте Rotten Tomatoes рейтинг «свежести» фильма составляет 70% со средним рейтингом 6.5/10 на основе 294 отзывов, из которых 205 — положительные, а оставшиеся 89 — отрицательные. Критический консенсус сайта гласит: «С непоколебимо мрачной «Сойкой-пересмешницей», часть 2, «Голодные игры» подходят к захватывающему, пронзительному и в целом удовлетворительному завершению». На сайте Metacritic, где оценки выставляются на основе среднего арифметического взвешенного, средний рейтинг фильма составляет 65 баллов из 100 на основе 45 отзывов, что указывает на благоприятные отзывы.